# Sciadocephala pakaraimae
Sciadocephala pakaraimae là một loài thực vật có hoa trong họ Cúc. Loài này được (Maguire & Wurdack) R.M.King & H.Rob. miêu tả khoa học đầu tiên năm 1974.